# Цветов, Виктор Пантелеймонович
Ви́ктор Пантелеймо́нович Цве́тов (29 июля 1934, Ленинград — август 2017) — специалист в области разработок полупроводниковых приборов и интегральных микросхем. Окончил (1957) кафедру диэлектриков и полупроводников ЛЭТИ (теперь кафедра микро- и наноэлектроники). Кандидат физико-математических наук (1969), доцент.

## Биография
В 1957 году окончил электрофизический факультет Ленинградского электротехнического института им. В.И. Ульянова (Ленина).
С 1957 г. работал на заводе «Светлана», начальник конструкторского бюро, затем начальник научно-производственного комплекса микроэлектроники ЛОЭП «Светлана». В 1966—1967 гг. стажировался в Южно-Калифорнийском университете США. С 1985 г. заведующий базовой кафедрой химии и технологии электровакуумных материалов ЛТИ.
Под руководством Цветова разрабатывалась первая серия планарных высокочастотных кремниевых транзисторов, а позднее (1966) её аналог в бескорпусном исполнении. Руководил разработкой и выпуском (1973) первого в СССР инженерного калькулятора, одноплатной ЭВМ и однокристальной ЭВМ. Один из создателей передовой проектировочной и технологической базы ЛОЭП «Светлана», на основе которой создана серия микроЭВМ и другой микроэлектронной аппаратуры для станкостроения, автомобильной промышленности, медицины и обороны.

## Награды и звания
Член научно-технического совета Министерства электронной промышленности СССР. Почётный радист СССР. Почётный работник электронной промышленности СССР.